# Mikojan-Gurewitsch Je-2A
Die Mikojan-Gurewitsch Je-2A (russisch Микоян-Гуревич Е-2А) war eine Flugzeugstudie des Konstruktionsbüros Mikojan-Gurewitsch.

## Entwicklung
Im Rahmen des Entwicklungsprogramms für ein Mach-2-Jagdflugzeug erhielt der Prototyp Je-1 das stärkere AM-9B-Triebwerk und wurde damit zur Je-2, wobei die Zelle nur unwesentlich modifiziert wurde. Die konstruktive Auslegung der Je-2 baute auf den früheren SM-12-Prototypen auf. Die Je-2 wurde Ende 1954 fertiggestellt und am 14. Februar 1955 eingeflogen. Die ersten Flüge zeigten noch keine Leistungsunterschiede zwischen den parallel erprobten Pfeil- (Je-2) und Deltaflügel-Prototypen (Je-4) und so wurde jeweils noch ein weiterer Prototyp der entsprechenden Konfiguration bestellt, die Je-2A bzw. Je-5. Beide sollten das wesentlich stärkere AM-11-Triebwerk erhalten. Die Je-2A flog erstmals am 22. März 1956. Zusätzlich zum neuen Triebwerk erhielt sie einen Grenzschichtzaun auf jedem Flügel. Im Vergleich zur Je-2 hatten sich die Leistungen deutlich gesteigert, und so wurde eine kleine Vorserie von fünf Maschinen als Isdelije 63 für weitere umfangreiche Erprobungen gebaut. Im Jahr 1956 wurde die Je-2A auch auf einer Luftparade öffentlich gezeigt. Die Erprobung zeigte letztlich die Überlegenheit der Deltaflüglerauslegung der Je-5, die dann das Ausgangsmuster der erfolgreichen MiG-21 bildete.

## Technische Daten
| Kenngröße             | Daten                                                                            |
| --------------------- | -------------------------------------------------------------------------------- |
| Besatzung             | 1                                                                                |
| Länge                 | 12,23 m                                                                          |
| Spannweite            | 8,50 m                                                                           |
| Flügelfläche          | 21,30 m²                                                                         |
| Flügelpfeilung        | 57°                                                                              |
| Flügelstreckung       | 3,4                                                                              |
| Leermasse             | 4.349 kg                                                                         |
| Startmasse            | 6.250 kg                                                                         |
| Flächenbelastung      | 295,00 kp/m²                                                                     |
| Treibstoffvorrat      | 1.890 l                                                                          |
| Triebwerk             | ein TL Mikulin AM-11 (R-11), 37,3 kN (3.800 kp) mit Nachbrenner 50 kN (5.100 kp) |
| Höchstgeschwindigkeit | 1.900 km/h                                                                       |
| Steigzeit             | 1:18 min auf 10.000 m Höhe                                                       |
| Dienstgipfelhöhe      | 18.000 m                                                                         |
| Reichweite            | 2.000 km                                                                         |
| Bewaffnung            | 2 × 30-mm-Kanonen NR-30, 2 × Luft-Luft-Raketen                                   |